# NGC 2732
NGC 2732 ist eine linsenförmige Galaxie vom Hubble-Typ S0 im Sternbild Giraffe. Sie ist schätzungsweise 94 Millionen Lichtjahre von der Milchstraße entfernt.
Das Objekt wurde am 2. September 1828 von John Herschel entdeckt.